# 氯化铍
氯化铍（化学式：BeCl2）是碱土金属铍的氯化物，有劇毒，室温下为雪白色易升华的固体。

## 结构
固态存在多种晶型，含有不同方式堆积的BeCl4四面体。 气相500-600°C时，氯化铍以二聚体Cl-Be<(Cl)2>Be-Cl的形式存在，温度再升高至1000°C，它完全离解为直线形的BeCl2单体，其中铍为sp杂化。
氯化铍常作为介绍价层电子对互斥理论和杂化轨道理论时所选用的例子。其他很多碱土金属卤化物，如氟化钙、氟化锶、氟化钡、氯化锶、氯化钡、溴化钡、碘化钡等，它们的结构都不含有二配位的碱土金属原子，与VSEPR理论所预测的结果不一致。

## 制备
BeCl2可通过多种方法制备，包括金属铍与氯化氢气体反应：
{\displaystyle {\rm {Be+2HCl\longrightarrow BeCl_{2}+H_{2}}}}
也可通过用二氯化二硫或光气与氧化铍、氯气与Be2C或氧化铍在焦炭还原下与氯气反应氯化得到。

## 性质
无水氯化铍水解生成水合的[Be(H2O)4]Cl2， 易溶于醇或醚中形成加合物，也可以作傅-克反应的酸性催化剂。